# Хатлапе
Хатлапе́ (адыг. Хьэлъапэ) — маленький микрорайон города Сочи в Краснодарском крае. Входит в состав Лазаревского района муниципального образования «города-курорта Сочи». 

## География
Аул находится на правом берегу реки Аше, выше курортного посёлка Аше. Расположен в 14 км к северу от районного центра — Лазаревское, в 80 км к северо-западу от Центрального Сочи и в 220 км к югу от города Краснодар (по дороге). Расстояние от аула до морского побережья составляет 7 км. 
Граничит с землями населённых пунктов: Шхафит на юго-западе, Бжеф и Хаджико на востоке. Через аул проходит асфальтированная автодорога «03К-444» ведущая в верховья реки Аше. 
Хатлапе расположен в горной зоне на южном склоне Главного Кавказского хребта. Средние высоты на территории аула составляют около 150 метров над уровнем моря. Высшей точкой в окрестностях аула является гора Мизегух (424 м). 
Гидрографическая сеть представлена в основном рекой Аше. Местность также богата родниковыми источниками. Через аул проходит дорога ведущая на водопады в верховьях реки Аше. 
Климат в ауле влажный субтропический. Среднегодовая температура воздуха составляет около +13,5°С, со средними температурами июля около +24,0°С, и средними температурами января около +6,0°С. Среднегодовое количество осадков составляет около 1400 мм. Основная часть осадков выпадает в зимний период. 

## История
Аул был постепенно основан в середине XX века на базе садоводческого и пчеловодческого хозяйств располагавшихся в этой местности. Название аула, с адыгейского языка переводится как «собачья лапа», от «хьэ» — собака, и «лъапэ» — лапа. 
10 февраля 1961 года Лазаревский район был упразднён и включён в состав Большого Сочи. Аулу Хатлапе был присвоен статус внутригородского микрорайона. 
Ныне Хатлапе иногда считается частью аула Хаджико, расположенного выше по долине реки Аше. Основное население микрорайона составляют адыги-шапсуги. 

## Достопримечательности
В окрестностях аула находится группа сохранившихся древних дольменов в урочище Капибге. Недалеко от аула расположена — Белая Скала, с высокими отвесными обрывами. 

## Экономика
В Хатлапе наибольшее развитие получила садоводство и пчеловодство. В ауле расположены два садоводческих хозяйств — «Транспортник» и «Отдых». Также развиты пчеловодство и виноградарство. 

## Улицы
В микрорайоне всего одна улица — Хатлапе. 